# Mount Shuhova
Mount Shuhova (englisch, russisch Гора Шухова Gora Schuchowa) ist ein Berg in den Prince Charles Mountains des ostantarktischen Mac-Robertson-Lands. Er ragt nördlich bis nordwestlich des Whitworth Ridge in der Porthos Range auf.
Russische Wissenschaftler benannten ihn. Der Namensgeber ist nicht überliefert. Ein möglicher Namensgeber ist der russische Ingenieur Wladimir Grigorjewitsch Schuchow (1853–1939).